# Ricardo Montaner
Ricardo Héctor Eduardo Reglero Montaner, noto come Ricardo Montaner (Avellaneda, 8 settembre 1957), è un cantautore e musicista argentino con cittadinanza venezuelana. In giovane età, Montaner andò a vivere nella città di Maracaibo, Venezuela, dove crebbe e si formò come cantante. Insieme al suo produttore artistico musicale, il cantautore italo-venezuelano Roberto Luti, ed altri amici, decisero che doveva mantenere un nome artistico, scegliendo il nome di Ricardo anziché Héctor, adottando anche il cognome di sua madre, così che viene conosciuto come Ricardo Montaner. Durante la sua carriera ha venduto più di 20 milioni di copie di tutti i suoi album.

## Biografia
Ricardo Montaner è nato ad Avellaneda e ha trascorso i primi anni della sua vita a Valentín Alsina (Buenos Aires), nella zona sud di Gran Buenos Aires dove ha condiviso una grande amicizia con Gabriel Volpe. Successivamente il padre, Eduardo Reglero, tecnico delle telecomunicazioni, accettò un'offerta di lavoro in Venezuela e si trasferì con la famiglia nella città di Maracaibo, nella regione dello Zulia, dove Montaner studierà nella scuola Claret.
Canalizzò il suo crescente interesse per la musica attraverso il coro della chiesa e in gruppi musicali di amici, band rock e band pop, come Los Correcaminos e Scala.
Nel programma Entrevista condotto dallo scrittore Leonardo Padrón, il cantante dichiarò: «Non c'è ambiguità. È molto chiaro. Mi sento totalmente e veramente venezuelano. Ma lasciami specificare: io sono zuliano. Sono un artista di Maracaibo, zuliano, che vive a Caracas e ha fatto bene, come tanti altri. E non mi sento assolutamente un artista argentino e lo dico con molto rispetto per l'Argentina.»
Dall'adolescenza, Montaner compose la sua prima canzone, Noches de primavera, ispirato dalla sua prima fidanzata, Ana Vaz, che in un secondo momento sposò e dalla quale nacquero due figli, Alejandro Manuel ed Héctor Eduardo che, seguendo le orme del padre, aggiunsero ai loro rispettivi nomi il cognome Montaner.
Nel 1973, a 16 anni, Montaner fece parte come batterista di una rock band di Maracaibo, chiamato Scala, sino a quando, durante una delle esibizioni, il cantante del gruppo si ammalò e Montaner ne occupò il posto. Fu con questo ultimo gruppo, a 17 anni, che ebbe l'opportunità di conoscere un produttore, Roberto Luti, che individuò il suo talento, lanciandolo più avanti come solista con il brano Mares nel 1976.
I partecipanti a questa esibizione apprezzarono la sua performance con grandi applausi. Due anni dopo, cominciò a cantare ballate in diverse feste di famiglia mentre studiava giornalismo.
Nel 1974, Montaner partecipò al Festival Internazionale della canzone di Trujillo (Perù) per il Festival di Primavera, contando anche la presenza di Homero, Percy Arana, Jorge Baglieto, Raúl Vásquez e El "Cholo" Berrocal.
Ricorda, Montaner, con il suo caratteristico buon umore, la sua prima registrazione: Questo è un disco che nessuno comprò e continuo a regalare ai miei veri amici. Ma il momento fu decisivo nella sua vita. Studente di giornalismo, Montaner scoprì che non doveva nascondersi dietro a nessuno, e, incoraggiato da un professore, trovò il cammino che cercava.
Roberto Luti fu colui che lo scoprì ed aiutò a registrare diversi dischi da 45 giri, il primo che registrò fu nel 1976 e conteneva Mares sul lato A , e Júrame sul lato B.
La prima canzone con cui si presentò al pubblico al Festival de Ancón (Perù) fu Murallas, e occupò il quarto posto. I suoi primi produttori gli proposero di lanciarsi come cantante e fu così che scelse il nome d'arte Ricardo Montaner, utilizzando il cognome materno.
Per alcuni anni ha lavorato come telonero degli artisti più conosciuti ed avidamente presentato come festival di voci esistenti.
Tra 1976 e il 1982 lanciò diversi singoli in dischi in vinile da 45 giri, tra i quali configurarono canzoni come Mares, Liú, En esta oportunidad, Dile, Canta, viejo, canta, Tú o nada e altri.
Nel 1982 la casa discografica Gaviota, proprietà del cantautore ed imprenditore italo-venezuelano, Roberto Luti, registrò il suo primo album finanziandolo egli stesso, dal titolo Cada día, ma ebbe un discreto successo nella città Maracaibo.

## Carriera
Nel 1984 inviò il singolo Ella está con lágrimas en los ojos, alle stazioni radio della città di Mérida e agì come telonero di vari artisti venezuelani nella Feria del Sol; tutta la Plaza de Toro di Mérida in coro cantava questa canzone acclamando «ancora, ancora, ancora» così che Rodolfo Rodríguez Miranda, imprenditore della casa discografica venezuelana Rodven Discos (conosciuta successivamente come Líderes-Rodven e Sonorodven), lo contrattualizzò formalmente, essendo il suo primo LP in questa nuova tappa a livello nazionale, intitolato Ricardo Montaner (1987), in cui è stato ben accolto, oltre alla pubblicità che l'etichetta (filiale del Grupo Cisneros) gli aveva fatto. Il primo singolo estratto da questo album fu Yo que te amé e venne messo come sigla principale della telenovela Enamorada (telenovela del 1986), trasmessa dal canale televisivo Venevisión.
La pubblicità e l'approvazione di questo LP, gli fecero ottenere i suoi primi Dischi d'oro e di Platino. Gli altri singoli furono: Ojos negros, Vamos a dejarlo, Necesito de ti e Extraño sentimiento.
Il primo esito internazionale di Montaner avvenne nel 1988, con il disco Ricardo Montaner 2, con la canzone Tan enamorados, traduzione di Per noi innamorati, del cantautore italiano Gianni Togni, raggiungendo popolarità in paesi come Messico, Argentina, Uruguay, Colombia ed altri, inoltre incluso nell'album, il brano Tu piano y mi guitarra, un duo con il cantautore argentino Alejandro Lerner. Altri singoli estratti da questo album per il mercato latinoamericano furono Sólo con un beso e A dónde va el amor.
In Venezuela, grazie all'appoggio di tutte le stazioni radio del paese, ciascun brano del disco venne trasmesso, producendo un successo clamoroso a livello nazionale. Il suo secondo disco fu ancora più popolare del primo e questa canzone venne scelta come colonna sonora della telenovela «Niña bonita», dove Montaner vi lavorò come attore. L'esito ottenuto però non fu un freno per andare avanti, tanto da tentare una nuova sfida; andare in Messico.
Nel 1989 si sposò in seconde nozze con Marlene Rodríguez Miranda, figlia del principale azionista e proprietario dell'impresa discografica Sonorodven che lo aveva contrattualizzato la prima volta, così come la stazione più grande del Venezuela, FM Center, e produttore dei suoi videoclip. Con Marlene ha tre figli: Ricardo Andrés, Mauricio Alberto e Evaluna Montaner. Nel 1990, Ricardo Montaner lancia il suo terzo album in studio: Un toque de misterio, estraendo il suo primo singolo: La cima del Cielo, che raggiunse un alto livello di popolarità, realizzando un videoclip ecologico e turistico per la cascata di Salto Ángel e los tepuyes dello stato Bolivar in Venezuela.
Nel 1991 registrò il suo quarto album in studio, il cui titolo fu En el último lugar del mundo, in onore al Cile, che raggiunse una posizioni d'onore nella classifica di Billboard. Inoltre vennero estratti i singoli come Será, Muchacha e Vamos pa' la conga, i quali ebbero un importante esito diventando classici internazionali. Nello stesso anno vinse il premio Gaviota, il più alto riconoscimento del famoso Festival della Canzone de Viña del Mar, in Cile (infatti, dal Festival de Viña, Montaner ha preso tutte le medaglie: la torcia d'argento, la torcia d'Oro, ed il Gabbiano). Inoltre ricevette il premio della rivista Billboard, come Cantante maschile dell'anno, nella sezione di musica latina.
Nel 1992 registrò la sua ultima produzione discografica dell'impresa Sonorodven, intitolata Los hijos del sol; un album molto complesso, tanto che contiene diversi stili musicali, come il pop, rock, jazz e lo swing. Il primo singolo fu Castillo azul, che raggiunse i primi posti delle classifiche. Anche se estratti i singoli Piel adentro, Al final del arco iris (che è la continuazione della storia Déjame llorar interpretata anche in lingua italiana da Anna Oxa con il brano Oltre la montagna), e la canzone Los hijos del sol, in omaggio ai bambini della strada dei paesi del continente americano. In terra Venezuelana, lo celebrano per la prima volta come il miglior interprete del paese con il premio Meridiano d'oro, premio che gli è stato dato numerose volte nel corso degli anni.
Nel 1993 Ricardo Montaner scioglie il suo contratto con Sonorodven ma l'impresa decide il suo veto di fare qualsiasi esibizione a livello nazionale, non poteva difatti fare alcun concerto in nessuna parte del Venezuela. Registrò negli Studi Disney il brano in spagnolo Un mundo ideal (versione per il Sud America per il film Aladdin in duo con la cantante spagnola Michelle. In seguito intraprenderà diversi progetti musicali.
Alla fine di quell'anno firma il contratto con l'etichetta discografica venezuelana Sonográfica, e con l'emittente televisiva, RCTV, realizzando vari concerti al Teatro de La Campiña e al Complejo Cultural Teresa Carreño. Come primo singolo venne realizzata la canzone La Pequeña Venecia, in omaggio a Simón Díaz, in Venezuela, e al Liberatore Simón Bolívar. A livello internazionale firmò il contratto con l'etichetta discografica EMI.
Il 28 giugno 1994, lancia sul mercato il suo sesto album in studio, dal titolo Una mañana y un camino, estraendo i singoli Quisiera, El mundo gira aunque no estés, No te pareces a mí e Cachita.
Il 4 settembre 1994 si presentò nello Stadio Hiram Bithron a Porto Rico accanto a Yolandita Monge nel SUCESO II. Con il SUCESO, entrambi gli artisti presentarono tre concerti lo stesso giorno, in diverse città dell'isola: Mayagüez, Ponce e San Juan, stabilendo un record nel libro Guiness, presentandosi in tre diverse città nello stesso giorno.
Il 12 settembre 1995 sale in classifica l'album Viene del alma, registrato negli studi Abbey Road, a Londra, Inghilterra, famoso studio dove registrarono i Beatles, e anche tanti altri artisti internazionali, producendo un suono straordinario con gli accordi in puro stile rock e modulando la voce con suoni gutturali e psichedelici.
La realizzazione del video di Pasa todo, il primo singolo di questo album, ha come particolarità quella che venne filmata con la famiglia dell'attore Roberto Moll, con Montaner che sfoggia un look hippie, con capelli lunghi e barba. Altri singoli estratti sono Soy tuyo e Viene del alma.
Nel 1997 si svincola dall'etichetta discografica EMI e firma un nuovo contratto discografico con la Warner Music, lanciando il suo nuovo album Es así, con un aspetto rinnovato, più giovane e dal suono totalmente italianizzato con un mix di tango e pop. Nella canzone La mujer de mi vida, il brano è molto particolare perché cambia tonalità cinque volte ed è una delle sue composizioni più difficili da cantare. I primi singoli di questo album furono Es así e Para llorar (poema che è la continuazione del La cima del cielo).
Nel 1999 Montaner registrò un album, con sfumature orchestrali ed un repertorio selezionato delle sue migliori canzoni, dal titolo Ricardo Montaner con la London Metropolitan Orchestra. Fu registrato a Londra, con una melodia molto classica con nuove versioni dei suoi successi. Venne estratto come primo singolo El poder de tu amor, con la produzione del musicista Bebu Silvetti.
Il 13 febbraio 2001 salì nelle classifiche l'album Sueño repetido, che include 10 brani dove si possono trovare La clave del amor, Resumiendo, Bésame e La novia del sol. La canzone Bésame è diventato il brano più cantato in diverse versioni, per un totale di 7 remake, così come per lui, avviene anche per altri artisti, tra i quali Thalía, David Bustamante e la straordinaria cantante cilena Myriam Hernández. Ha anche realizzato una versione delle sue migliori canzoni venezuelane più apprezzata e acclamata a livello internazionale, Moliendo café, del maestro Hugo Blanco.
Nel 2002 il cantante registrò Suma, un album di bolero. Questo nuovo lavoro, registrato negli studi locali Castle Recording, include 10 brani inediti scritti da Montaner, con la produzione di Bebu Silvetti e la collaborazione musicale di Marco Flores e Yasmil Marrufo. Sebbene sia un artista, nessuno si immagina che realizzi un album di bolero, confessando che fu il brano Bésame, il quale accompagnò gli ultimi episodi della telenovela Betty la fea, ad ispirarlo nel progetto.
Nel 2003 ritorna con un nuovo disco intitolato Prohibido olvidar, lavoro composto da 11 brani cui venne trasmesso il brano Qué ganas.
Nel 2004 Montaner si unisce alla London Metropolitan Orchestra per realizzare il Vol. 2, un disco con nuove versioni dei suoi grandi successi con la produzione dello spagnolo Juan Carlos Calderón, mentre alla fine di febbraio 2005 Ricardo Montaner co-animó con relativo successo il Festival de Viña del Mar, accanto alla cantante cilena Myriam Hernández, luogo di defezione dell'animatore tradizionale del Festival, Antonio Vodanovic.
Tengo verano è la sua successiva produzione, editata agli inizi 2005, è un disco ballabile ed influenzato da ritmo come salsa, il pop e la techno, ma non sarà l'ultimo di Ricardo Montaner, tanto che l'artista non si ferma nel comporre ed editare etichette discografiche. Nell'agosto dello stesso anno giunse al suo successivo disco in studio dal titolo Todo y nada. Registrato a Miami e Los Angeles, è il ventiquattresimo album del cantante segnando il suo ritorno al suono iniziale di ballate. Alcune canzoni incluse nell'etichetta sono La mujer que me robé, una cornamusa zuliana, Mal de amor, Vida eterna e Cuando a mi lado estás.
Nel febbraio 2007 Ricardo Montaner decide di lanciare il suo nuovo album dal titolo ambizioso Las mejores canciones del mundo, una selezione di brani di altri artisti con caratteristiche ed interpretazione personali (cover), ed il primo brano ad uscire fu Hoy tengo ganas de ti, del cantante spagnolo Miguel Gallardo.
Il successo di questo rilascio lo incentivò a realizzare il Volume 2 nel novembre dello stesso anno, con 12 hits in nuove versioni con alcuni dei suoi successi, il brano uscito fu Algo de mí, anche dello spagnolo Camilo Sesto. Per tali dischi, sono stati scelti 200 canzoni dal gusto e predilezione di Montaner, registrando le sue canzoni preferite.
Allo stesso modo collaborò con il cd della cantante argentina Patricia Sosa Lija y terciopelo (2007), con una sua canzone: Un amor más grande que el amor, cantandolo in duetto con la cantante. Nello stesso anno Billboard lo onorò con il massimo Premio alla Speranza e a novembre l'UNICEF, lo nominò Ambasciatore della Buona Volontà a favore dei bambini. È anche membro della Fondazione ALAS, organizzazione integrata dagli artisti latino-americani che ha come proposito quella di combattere la povertà.
Nel 2009 Montaner ritorna con un disco di propria composizione, Las cosas son como son, che conta 12 nuovi brani. L'album include semplici ed attraenti ballate romantiche, insieme a canzoni positive e strappacuore, i cui testi furono scritti dallo stesso Ricardo, mentre la produzione la realizzò insieme a suo figlio Ricky Montaner ed altri compositori.
Un anno e mezzo più avanti edita Soy feliz, con canzoni interpretate dal vivo ed un inedito omonimo. Si tratta del tema pieno di positività con un messaggio sincero e ritmo ballabile, mescolato ad una musica tropicale ed urbana. L'etichetta contiene 11 canzoni e uscite come Volver, Cachita, Tengo verano e Yo vengo a ofrecer mi corazón, in particolare.
Nel 2012 partecipò come guida del programma La voz... Colombia di Caracol Televisión dove gareggiò contro Fanny Lu, Carlos Vives e Andrés Cepeda, essendo vincitore della pupilla Miranda, di un premio di 300 milioni di pesos colombiano ed un contratto con l'Universal Music.
Nell'ottobre dello stesso anno, firmò un contratto con la casa discografica Sony Music, per registrare un totale di cinque album. Promettendogli di tenere 6 uscite del suo diciottesimo album in studio Viajero frecuente, tra i quali figurano: Convénceme, Time, La gloria de Dios in duo con sua figlia Evaluna Montaner (che è il brano di Ricardo Montaner più visto su YouTube), La canción que necesito e Dejame soñar, in duo India Martínez. Questo album è in quel momento il disco con più video filmati da Ricardo Montaner, e fu nominato al Grammy Latino come il miglior album vocale.
Anche nel 2013 Montaner partecipa nuovamente come giurato nel programma La voz... Colombia, nel quale compete per una seconda volta contro Fanny Lu, Andrés Cepeda e per la prima volta contro Gilberto Santa Rosa.
In vista dell'uscita del disco Viajero Frecuente, Sony Music in omaggio editò una nuova versione dell'album con due brani aggiuntivi, tra questi un duetto con il cantante spagnolo Alejandro Sanz e un altro anche con la cantante spagnola India Martínez Déjame Soñar (Mentir Para Vivir) e un DVD con 6 canzoni dal vivo e 6 video che hanno fatto l'album. Viajero Frecuente venne nominato dal premio Grammy statunitense.

## Progetti
Grazie ai successi ottenuti negli ultimi anni, le regole sui diritti d'autore e le presentazioni, hanno permesso all'artista di creare una sua etichetta discografica chiamata Hecho a Mano Discos, con la quale supportò i cantanti emergenti e gruppi locali. Purtroppo, questa etichetta chiuse nel 2003, essendo il suo catalogo gestito dalla compagnia discografica venezuelana Latin World Music.
Dal 1993 Montaner mantiene una fondazione filatropica, Hijos del Sol (che è anche il titolo di uno dei suoi album), dove promuove progetti a favore dei bambini, come la campagna di vaccinazione, distribuzione di alimenti ed aiuti agli orfani.
Allo stesso modo, come produttore cinematografico viene accreditato alla realizzazione del copione del film Muchacho solitario, con protagonisti il duo dei fratelli Servando Primera e Florentino Primera, ben accolta dal pubblico adolescente venezuelano.
Per la Warner Music Group, Montaner realizza insieme all'orchestra di studio britannica London Metropolitan Orchestra, il suo album dal titolo Con la London Metropolitan Orchestra, con la quale registrò brani che aveva vocalizzato precedentemente agli anni trascorsi dalla sua internazionalizzazione. Furono venduti milioni di copie di registrazioni e la sua approvazione lo portò a registrare un secondo disco compatto con questo gruppo.
Il 16 aprile 2004 la filiale brasiliana della compagnia discografica Warner Music lanciò nel mercato brasiliano il suo album Para meus amigos, con cui Montaner diventa il terzo artista venezuelano a registrare in lingua portoghese, insieme a José Luis Rodríguez "El Puma" e Ilan Chester.
Dopo il disco con l'orchestra London Metropolitan Orchestra, realizzò più di sette dischi, e nel 2007 produsse l'album Las mejores canciones del mundo, dove presentò canzoni che hanno segnato la sua vita come cantautore, anche se erano brani di altri compositori come Chelique Sarabia e Aldemaro Romero.
Nel 2009 Montaner ha pubblicato il suo libro dal titolo Lo que no digo cantando.
Nel 2014 Montaner lanciò la sua ultima produzione discografica Agradecido, che venne realizzata con la collaborazione della London Metropolitan Orchestra, che ottenne la vendita del suo primo singolo Llanto Agradecido nelle sue versioni spagnola, italiana e portoghese.
Si spera che tra agosto e settembre 2016 il maestro lanci il suo nuovo album dal titolo De Montaner a México y de México a Montaner. Si tratta di una compilation delle sue canzoni interpretate da importanti cantanti messicani ed in stile ranchero. Montaner interpreterà canzoni ranchere, nel suo stile, ballata/pop.
Ad agosto 2016 lancia il singolo chiamato Aunque ahora estés con él che fa parte del nuovo disco Ida y Vuelta. Un lavoro dove il compositore venezuelano condivide le sue canzoni con dieci artisti messicani e che allo stesso tempo, rende tributo alle uscite che lo hanno reso popolare in Messico.

## Conversione al cristianesimo evangelico
Si convertì al cristianesimo evangelico durante una visita all' Ospedale Pereira Rossell della città di Montevideo; In questo ospedale pubblico conobbe un bimbo ammalato che ne influenzò la fede.
Dopo la sua conversione, nel 2007 produsse il CD Palabras, nel quale sono incluse canzoni da una prospettiva di fede cristiana. Questo album, include 10 canzoni; dei quali quattro sono composti da Ricardo Montaner: Palabra, Aleluya, Ciérrale la puerta e La gloria de Dios, che cantò in duetto insieme alla cantante cristiana Noemi Luz, ed un altro, Por siempre te amaré, del famoso compositore ed amico di Montaner, Rudy Pérez.
Negli anni 2005 e 2011 appare nello Stadio Monumentale Antonio Vespucio Liberti del Club Atlético River Plate, in Buenos Aires, vicino a Dante Gebel, durante l'evento chiamato Super classico della Gioventù (Superclásico de la Juventud) , riconobbe pubblicamente la sua conversione al cristianesimo evangelico.
Nel 2012 registrò la canzone La gloria de Dios, ma questa volta in duetto con la figlia Evaluna Montaner, nell'album Viajero frecuente. Il video musicale del brano fu in anteprima il 19 novembre.
Nel 2014 lanciò una canzone dal titolo Su Luz, nuovamente rivelando la sua fede cristiana attraverso essa. La canzone fa parte della sua più recente produzione discografica Agradecido.

## Discografia

### Album in studio
| Anno | Titolo                                                  | Discografia                       |
| ---- | ------------------------------------------------------- | --------------------------------- |
| 1978 | Mares (no oficial)                                      | Independiente (Venezuela).        |
| 1982 | Dile, canta viejo canta y otros éxitos más              | Producciones Gaviota (Venezuela). |
| 1983 | Cada día                                                | Palacio de la Música (Venezuela). |
| 1987 | Éxitos                                                  | Discomoda (Venezuela).            |
| 1987 | Ricardo Montaner                                        | Rodven Discos (Venezuela).        |
| 1988 | Ricardo Montaner 2                                      | Rodven Discos (Venezuela).        |
| 1990 | Un toque de misterio                                    | Rodven Discos (Venezuela).        |
| 1991 | En el último lugar del mundo                            | Rodven Discos (Venezuela).        |
| 1992 | Los hijos del sol                                       | Rodven Discos (Venezuela).        |
| 1994 | Una mañana y un camino                                  | EMI Music Latin (Stati Uniti).    |
| 1995 | Viene del alma                                          | EMI Music Latin (Stati Uniti).    |
| 1997 | Es así                                                  | Warner Music Latin (Stati Uniti). |
| 1999 | Con la London Metropolitan Orchestra                    | Warner Music Latin (Stati Uniti). |
| 2001 | Sueño repetido                                          | Warner Music Latin (Stati Uniti). |
| 2002 | Suma                                                    | Warner Music Latin (Stati Uniti). |
| 2003 | Prohibido olvidar                                       | Warner Music Latin (Stati Uniti). |
| 2004 | Con la London Metropolitan Orchestra, Vol. 2            | Warner Music Latin (Stati Uniti). |
| 2004 | Para meus amigos                                        | Warner Music (Brasile).           |
| 2005 | Tengo verano                                            | Warner Music Latin (Stati Uniti). |
| 2005 | Todo y nada                                             | EMI Televisa Music (Stati Uniti). |
| 2007 | Las mejores canciones del mundo                         | EMI Televisa Music (Stati Uniti). |
| 2007 | Las mejores canciones del mundo II - Y algunas mías...! | EMI Televisa Music (Stati Uniti). |
| 2009 | Las cosas son como son                                  | EMI Televisa Music (Stati Uniti). |
| 2012 | Viajero frecuente                                       | Sony Music Latin (Stati Uniti).   |
| 2014 | Agradecido                                              | Sony Music Latin (Stati Uniti).   |

### Raccolte
1. 1990 - Ricardo Montaner: Colección
2. 1992 - Ricardo Montaner: Éxitos (Solo en Argentina).
3. 1992 - Ricardo Montaner: En la cima del éxito
4. 1993 - Éxitos y algo más
5. 1994 - Ricardo Montaner y amigos
6. 1994 - Montaner y sus amigos
7. 1994 - Ricardo Montaner: Amándonos
8. 1995 - Ricardo Montaner 14 grandes éxitos
9. 1996 - Ricardo Montaner: Espectacular
10. 1997 - Ricardo Montaner, Mijares: Dos grandes
11. 1997 - Serie 32 Ricardo Montaner: Éxitos y algo más: Los hijos del sol
12. 1997 - Ricardo Montaner: Éxitos y algo más... Sus mejores canciones
13. 1998 - Ricardo Montaner y Rudy La Scala: Regalo romántico de dos grandes
14. 1998 - Grandes éxitos: Ricardo Montaner
15. 1998 - Serie total Ricardo Montaner
16. 1999- Serie 2x1
17. 2000 - Soy tuyo: mis más grandes éxitos
18. 2000 - Serie sensacional: La sensación de Ricardo Montaner
19. 2000 - Ricardo Arjona y Ricardo Montaner Mano a Mano
20. 2001 - Ricardo Montaner, Gold
21. 2001 - Ricardo Montaner, Serie 32
22. 2001 - Lo mejor de Ricardo Montaner
23. 2001 - Franco Devita y Ricardo Montaner Mano a Mano
24. 2002 - Ricardo Montaner: Esta es mi historia
25. 2003 - Serie de oro: grandes éxitos
26. 2003 - Ricardo Montaner: Super 6
27. 2004 - Éxitos eternos
28. 2004 - Serie Top 10
29. 2004 - Colección inmortales Ricardo Montaner
30. 2005 - Lo mejor de la London Metropolitan Orchestra
31. 2006 - Edición limitada Ricardo Montaner
32. 2006 - Las Nº 1 de Ricardo Montaner
33. 2006 - Celebrando la voz de Ricardo Montaner
34. 2006 - Ricardo Montaner, Amaury Gutiérrez Músicos Y Poetas
35. 2006 - Ricardo Montaner Mijares Edición Platino
36. 2007 - Tan enamorados, Lo Mejor De Mí
37. 2007 -  Ricardo Montaner 15 éxitos
38. 2008 - Los románticos
39. 2008 - Un camino de éxitos
40. 2008 - La más completa colección
41. 2008 - Ricardo Montaner & Pires: juntos
42. 2008 - Ricardo Montaner & Emmanuel: duelo de estrellas
43. 2009 - Mejores canciones de Ricardo Montaner
44. 2009 - Ricardo Montaner solo éxitos
45. 2009 - Todo Ricardo Montaner: sus grandes éxitos
46. 2010 - 20 grandes éxitos
47. 2010 - Soy feliz
48. 2011 - Lo más completo de Ricardo Montaner
49. 2011 - Ricardo Montaner: grandes éxitos
50. 2012 - Ricardo Montaner, 40 éxitos
51. 2012 - Serie Oro Ricardo Montaner
52. 2014 - Lo mejor de... Ricardo Montaner
53. 2014 - Ricardo Montaner: Romances
54. 2016 - Collection Ricardo Montaner

## Televisione
Seppur Ricardo Montaner si caratterizza come cantante e non come attore, ha preso una parte speciale nella telenovela argentina Casi ángeles in Colombia lanciato da Jorge Barón quando trasmesse in una delle sue telenovela il brano Destino con il brano principale Ojos negros e come attore e cantautore nel Niña bonita (telenovela 1988) e nel Yo soy Betty, la fea  (2000) e La fea más bella (2006) con il brano musicale Bésame nel 2012.
Nel 2006 è una guest star della telenovela Rebelde.
Nel 2012 è inoltre apparso nella telenovela argentina Sos mi hombre. 
Nel 2013 ha fatto diverse apparizioni nella telenovela argentina Solamente vos.
Sempre nel 2013 partecipó come coach in: La voz Colombia (prima stagione) e La voz Colombia (seconda stagione) dove nel 2012 la sua pupilla Miranda viene incoronata la migliore voce del paese. Tanto che fu in giuria dalla primavera e dalla seconda edizione del programma Idol Puerto Rico che venne trasmessa su Wapa nel 2011 e 2012.

## Canzoni dalle telenovelas
- Esa muchacha de ojos café - Vamos a dejarlo
- Marta y Javier (Marta) - Ojos negros
- Niña bonita - Tan enamorados
- Daniela - A donde va el amor
- Mundo de fieras (1991) - Déjame llorar
- Calypso - El poder de tu amor
- Heridas de amor - Heridas de amor
- La mujer de mi vida - La mujer de mi vida
- Amantes de luna llena - Cada quién con cada cual
- Valientes - Volver
- Cuando me sonreís - El llanto de la luna
- Padre Coraje  - Ay amor
- La fea más bella - Bésame
- Destino (telenovela colombiana) - Ojos negros
- Destino de mujer - Para llorar
- Hojas al Viento - Vamos a dejarlo
- Al final del arcoíris - Tan enamorados
- Lucerito - En el último lugar del mundo
- Amarte es mi pecado - Amarte es mi pecado (Duetto con Alessandra Rosaldo)
- Enamorada (1986) - Yo que te amé
- Maria Maria (Maria Maria) (1990) La cima del cielo
- Mentir para vivir (2013) - Déjame soñar (Duetto con India Martínez)
- Emperatriz (1990) - Yo sin ti
- Los ricos no piden permiso (telenovela messicana) - Quién diría

## Premi
- Espíritu de la Esperanza per il suo lavoro umanitario durante la consegna dei Premi Billboard della Musica Latina.
- Nomination al Premio Grammy latino 2006 come migliore registrazione dell'anno «Cuando a mi lado estás»  e come migliore disco dell'anno Todo y nada.
- Aiuto a Santo Domingo dal Sindaco Roberto Salcedo.
- El Artista Amigo (Circolo dei giornalisti e corrispondenti dello spettacolo del Cile).
- Premio «TV y Novelas» alla migliore canzone della telenovela dell'anno (Messico).
- Gabbiano d'argento, Gabbiano d'oro, Antorcha de oro e Torcia d'argento nel "Festival de Viña del Mar" (Cile).
- Premio "Monseñor Pellín" (Venezuela), come migliore cantante dell'anno.
- Premio Billboard al miglior cantante dell'anno (Stati Uniti).
- Premio UPI della Agenzia United Press International come Artista più eccezionale dell'anno.
- Record Guinness® per l'esibizione di 3 concerti nello stesso giorno a Porto Rico: Mayagüez, Ponce e San Juan.
- Artista più premiato durante il Festival de Viña del Mar di questo anno: «Artista rivelazione dell'anno» (concesso da Radio Minera), «Artista più popolare del festival» (Radio Chilena) e «l'artista amico» (circolo di giornalismo y e corrispondenti dello spettacolo del Cile).
- Miglior cantante dell'anno, secondo la rivista Billboard
- Premio Ronda al miglior cantante nazionale e canzone da telenovela (Venezuela).
- Premio ACE all'Artista Rivelazione della Associazione Critici dello Spettacolo (Stati Uniti).
- Premio Bravo al miglior cantante dell'anno.
- Premio Aplauso 92 al miglior cantante dell'anno.
- "Sol Zuliano" al miglior cantante nazionale (Venezuela).
- Premio Ronda al miglior cantante nazionale (Venezuela).
- “Meridiano D'Oro“ al miglior cantante nazionale (Venezuela).
- Premio Ronda al miglior cantante nazionale (Venezuela).
- Mara de Oro al miglior cantante nazionale (Venezuela).
- Micrófono de Oro al mejor cantante nacional (Venezuela).
- Sol de Venezuela al mejor cantante nacional (Venezuela).
- Sol Zuliano al miglior cantante nazionale (Venezuela).
- Grammy Latina all'eccellenza musicale (Las Vegas)[10]